# جواو كيمارايس روزا
جواو كيمارايس روزا (João Guimarães Rosa؛ البرتغالية: [ˈʒwɐ̃w ɡimaˈɾɐ̃js ˈʁɔzɐ]؛ من مواليد 27 يونيو 1908 – 19 نوفمبر 1967)، هو روائي برازيلي، ويعتبره الكثيرون واحداً من أعظم الروائيين البرازيليين في القرن العشرين. اشتهر برواية الشيطان بطريق العودة Grande Sertão: Veredas (المترجمة باسم The الخناس to Pay in the Backlands). يعتبرها البعض الرواية البرازيلية المكافئة لرواية يوليسيز.

## روابط خارجية
- جواو كيمارايس روزا على موقع IMDb (الإنجليزية)
- جواو كيمارايس روزا على موقع الموسوعة البريطانية (الإنجليزية)
- جواو كيمارايس روزا على موقع إن إن دي بي (الإنجليزية)